# Letheobia caeca
Letheobia caeca är en ormart som beskrevs av Duméril 1856. Letheobia caeca ingår i släktet Letheobia och familjen maskormar. Inga underarter finns listade i Catalogue of Life.
Arten förekommer i centrala Afrika i Gabon, Ghana, Kamerun, Kongo-Brazzaville och Kongo-Kinshasa. Honor lägger ägg.